# Condado de Adams (Wisconsin)
El condado de Adams (en inglés: Adams County), fundado en 1848, es uno de los 72 condados del estado estadounidense de Wisconsin. En el año 2000 tenía una población de 18.643 habitantes con una densidad poblacional de 11 personas por km². La sede del condado es Friendship.

## Geografía
Según la Oficina del Censo, el condado tiene un área total de 1783 km² (688,4 mi²), de la cual 1678 km² (647,9 mi²) es tierra y 106 km² (40,9 mi²) (5.92%) es agua.

### Condados adyacentes
- Condado de Wood - noroeste
- Condado de Portage - noreste
- Condado de Waushara - este
- Condado de Marquette - este
- Condado de Columbia - sureste
- Condado de Sauk - suroeste
- Condado de Juneau - oeste

## Carreteras
- Highway 13
- Highway 21
- Highway 23
- Highway 82
- Highway 73

## Demografía
Según el censo de 2000, había 18,643 personas, 7,900 hogares y 5,466 familias residiendo en la localidad. La densidad de población era de 11 hab./km². Había 14,123 viviendas con una densidad media de 8 viviendas/km². El 97.63% de los habitantes eran blancos, el 0.27% afroamericanos, el 0.59% amerindios, el 0.33% asiáticos, el 0.02% isleños del Pacífico, el 0.33% de otras razas y el 0.83% pertenecía a dos o más razas. El 1.44% de la población eran hispanos o latinos de cualquier raza.

## Comunidades

### Ciudades
- Adams
- Wisconsin Dells (parcial)

### Villa
- Friendship

### Pueblos
| - Adams - Big Flats - Colburn - Dell Prairie - Easton - Jackson | - Leola - Lincoln - Monroe - New Chester - New Haven - Preston | - Quincy - Richfield - Rome - Springville - Strongs Prairie |

### Comunidades no incorporadas
- Arkdale
- Dellwood
- Grand Marsh